# المنظمة الدولية لمناهضة التعذيب
المنظمة الدولية لمناهضة التعذيب  (بالفرنسية: Organisation mondiale contre la torture)‏ هي تحالف دولي لمنظمات غير حكومية، تأسست في 1986 في جنيف في سويسرا.

## الأهداف
تعمل المنظمة في إطار مناهضة التعذيب وسائر ضروب المعاملة القاسية واللاإنسانية أو المهينة.

تتركز الأمانة العامة للمنظمة في العاصمة السويسرية جنيف، وتعنى بتوفير المساعدة لضحايا التعذيب على المستوى القانوني والنفسي والطبي إلى غير ذلك، هذا فضلا عن كونها تنسق بين مختلف الناشطين في مختلف أنحاء العالم وذلك بهدف التدخل السريع لحماية المواطنين ومكافحة الإفلات من العقاب، كما توفر برامج دعم خاصة لبعض الفئات المستضعفة مثل النساء والأطفال، ومن جهة ثانية تعمل على تقديم البلاغات الخاصة وتوجيه التقارير البديلة للأمم المتحدة عبر مشاركتها في جلسات مجلس حقوق الإنسان والهيئات المنبثقة عنها، كما تحرص على المشاركة الفعالة في تطوير المعايير الدولية لحماية حقوق الإنسان.

المنظمة الدولية لمناهضة التعذيب تتمتع بالمركز الاستشاري لدى المؤسسات التالية: المجلس الاقتصادي والاجتماعي للأمم المتحدة، منظمة العمل الدولية، اللجنة الأفريقية لحقوق الإنسان والشعوب، المنظمة الدولية للفرنكوفونية ومجلس أوروبا.

## مقالات ذات صلة
- تعذيب
- الأمم المتحدة
- اتفاقية مناهضة التعذيب
- اليوم العالمي للأمم المتحدة لمساندة ضحايا التعذيب

## روابط خارجية
- الموقع الرسمي.